# Burg Maissau
Die Burg Maissau liegt im westlichen Teil der niederösterreichischen Stadtgemeinde Maissau, im Bezirk Hollabrunn. Die Geschichte der gut erhaltenen Höhenburg reicht bis ins 12. Jahrhundert zurück. Sie zählt zu den Besitztümern der Familie Abensperg und Traun.

## Geschichte

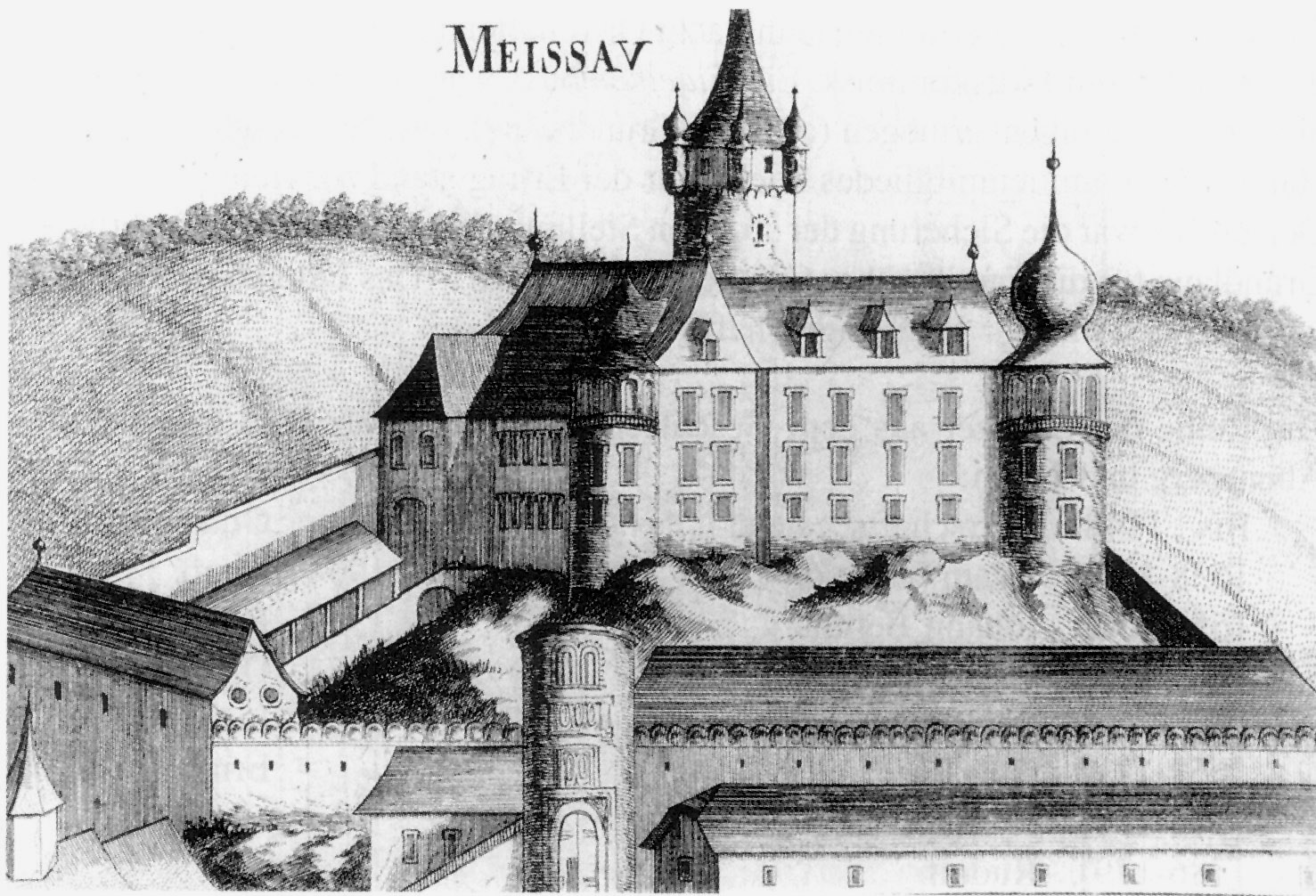
Vischer Stich von 1672

Das älteste wie auch bedeutendste Baudenkmal, früher Burg und Feste, ist eine Schöpfung des Mittelalters. Geschichtlich festgehalten ist, dass im Jahre 1122 ein Rudolf und Rozinus von Maissau (Missov oder Mihsouw) genannt werden. Die Maissauer waren ein mächtiges Ministerialen-Geschlecht. Zu den bekanntesten Mitgliedern zählten Otto I. und sein Sohn Stephan, die die Würde des obersten Erbschenken in Österreich besaßen und die sich stets durch Treue zu ihrem Landesfürsten und besondere Tapferkeit auszeichneten. Die Besitzungen der Herren von Maissau reichten von der Wachau bis Pöggstall, Zwettl und hinunter bis ins Weinland. Die Familie erlosch im Mannesstamm mit dem Tode von Otto IV. von Maissau im Jahre 1440. Er liegt mit seiner Gemahlin in der Kartause Aggsbach begraben.
Im Erbweg fiel die Burg an die Herren von Eckartsau. Schon 1491 verstarb Georg von Eckartsau ohne männlichen Erben. Seine Tochter Agnes vermählte sich mit Otto von Zelking. Deren Tochter Magdalena erbte die Herrschaft Maissau 1526 und verehelichte sich mit Sebastian Herrn von Traun. Der Sohn aus dieser Ehe, Adam, erhielt dann 1537 als mütterliches Erbgut die Herrschaft Maissau. 1653 wurde die Familie in den Reichsgrafenstand erhoben.
Somit sind die Grafen von Abensperg und Traun seit 1526 ununterbrochen Besitzer der Burg und der Herrschaft Maissau.
Ihre heutigen Besitzungen liegen um Maissau, bei Wolkersdorf im Weinviertel, im Waldviertel und im Industrieviertel, wobei hier besonders Rappottenstein und Petronell zu erwähnen sind.
Im Jahre 1645 fielen die Burg und die Befestigung der Stadt dem Schwedensturm zum Opfer.
Heute bietet die Burg dem Betrachter zwei verschiedene Bilder. Von der Stadt her trägt der Südtrakt seit dem Umbau gegen Ende des 19. Jahrhunderts das Gepräge romanisch-neugotischen Stiles. Der ältere und dem Wald zu gelegene Teil stammt aus dem 15. Jahrhundert und offenbart noch frühgotische Bauweise, vor allem der Wart- und Wehrturm. Hier liegt der herrliche Schlosswald.
Der Waldeingang schiebt sich vor bis ins Weichbild der Stadt, wo er sich schließlich gemeinsam mit dem Ende des „Quittenganges“ (bemerkenswert die Johann-Nepomuk-Statue aus dem Jahre 1773 und die Kreuzweg-Tafeln von C. Puzzòlo aus dem Jahre 1994) mit den „Fähnlein der 7 Aufrechten“ verbrüdert, nämlich mit den Weinkellern, der sich als feuchtfröhliche Schildwache „Am Berg“ versammelt haben.

## Kunstgeschichtliches
Die Hochburg mit dem Bergfried wurde im 13./14. Jahrhundert erbaut und im 16. und 17. Jahrhundert erweitert; Der Umbau geschah um zirka 1870 (1879 großteils abgeschlossen?), nach Plänen von Johann Romano von Ringe und August Schwendenwein von Lanauberg.

### Vorburg

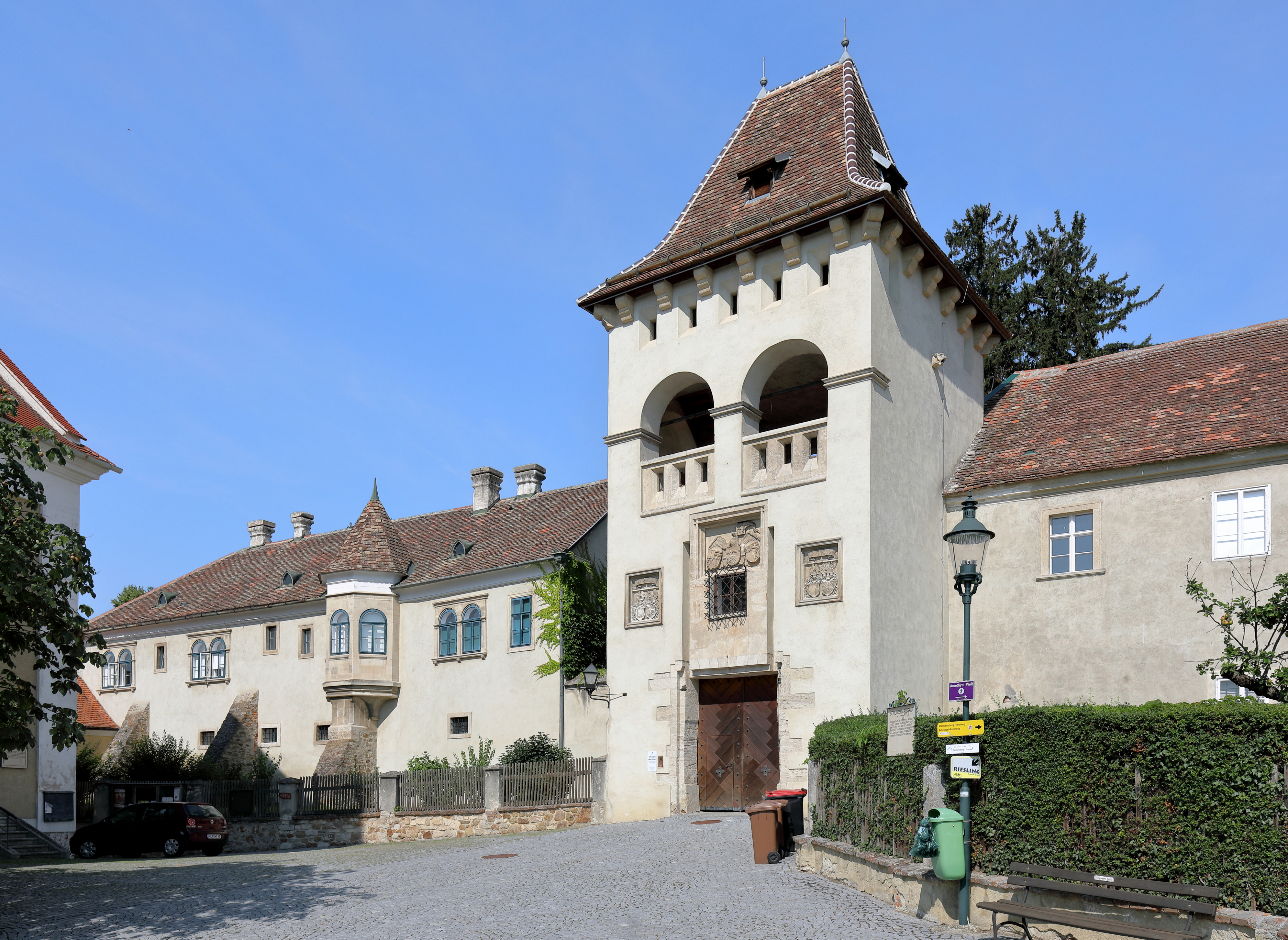
Ostansicht der Vorburg

Der Zugang von Süden zur ehemaligen von Wehrgräben geschützten Vorburg besteht aus einem Torturm mit seitlichen Wirtschaftstrakten. Der zweigeschoßige Torturm wurde 1879 an der Stelle eines frühneuzeitlichen Vorgängerbaus errichtet, mit einem Walmdach auf abgewellten Konsolen und gekuppelten Rundbogenöffnungen mit Balustraden im Obergeschoß.
Stadtseitig stehen eingemauerte skulptierte Wappen in rechteckigen, verstäbten Rahmungen. Links das Allianzwappen Abensperg-Traun, bezeichnet 1563, rechts das Allianzwappen Traun-Polheim, bezeichnet 1583, sowie ein mittleres Wappen mit reicher Kartusche, Rahmen bezeichnet 1460. Auf beiden Seiten des Torturmes befinden sich die langgestreckten niedrigen zweigeschoßigen Wirtschaftstrakte. Der Östliche, mit steilem Satteldach und Stichkappentonnengewölbe mit angeputzten Graten im Erdgeschoß, entstand im 17. Jahrhundert. Über dem Portal an der Westseite steht eine Kartusche mit dem Allianzwappen Traun-Zinzendorf, bezeichnet 1638. Der westliche Trakt, mit gekuppelten Rundfenstern und Polygonalerker, wurde um 1896 umgebaut. Die Vorburg wurde mit der Hochburg durch eine seitlich hofanlageeingrenzende Wehrmauer (direkte Fortsetzung der Stadtbefestigung) verbunden. Im nordwestlichen Zugang zur Hochburg liegt eine Terrasse über einem kleinen, an die Felswand gestellten hexagonalen Wendeltreppenturm mit Pyramidendach, bezeichnet 1879. Über dem Portal steht ein Wappen der Familie Abensperg-Traun. Im Turmobergeschoß befinden sich Fensterscheiben mit Wappen der Herrschaftsfamilien.

### Hochburg

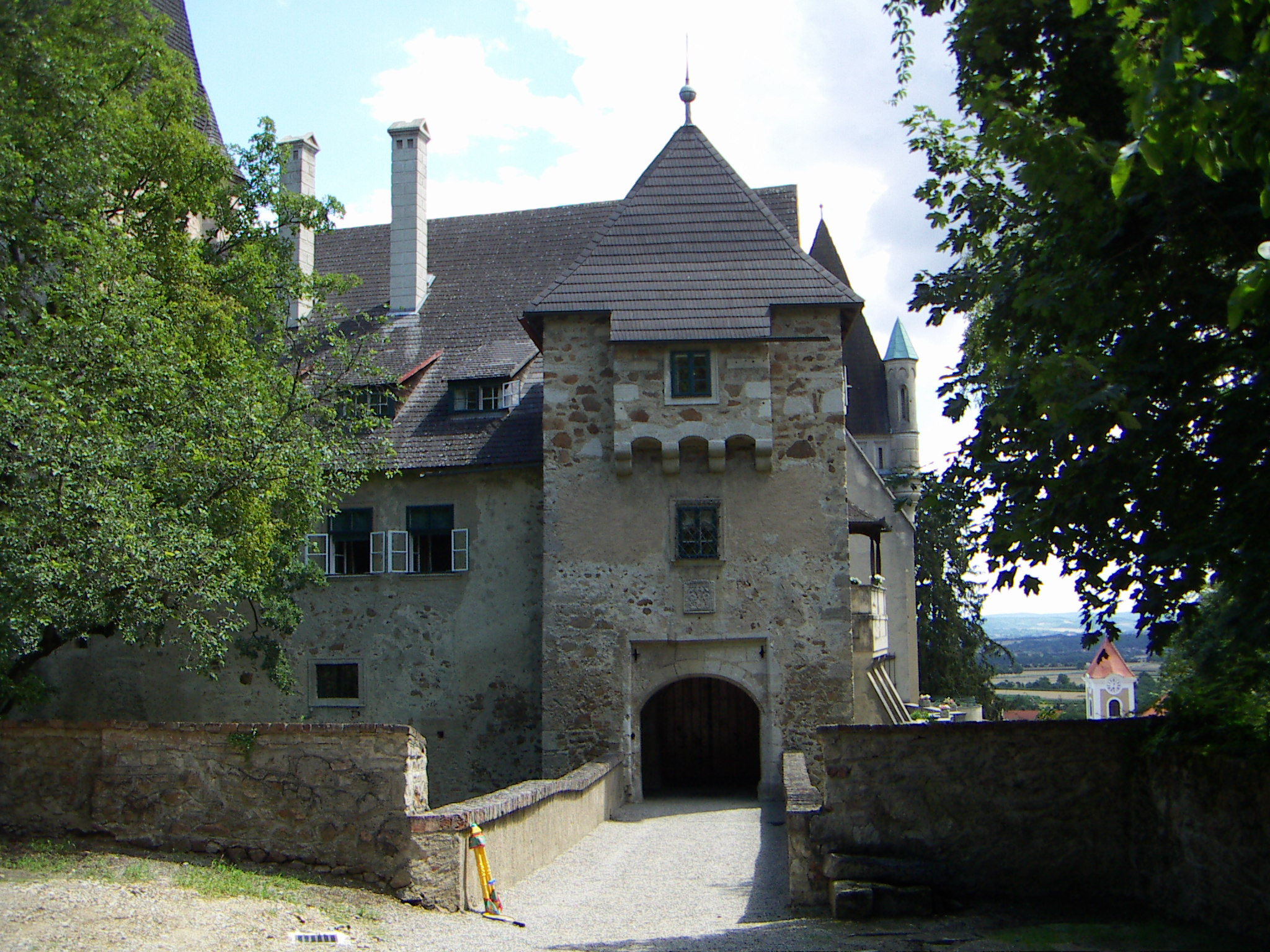
Zugang Rückseite

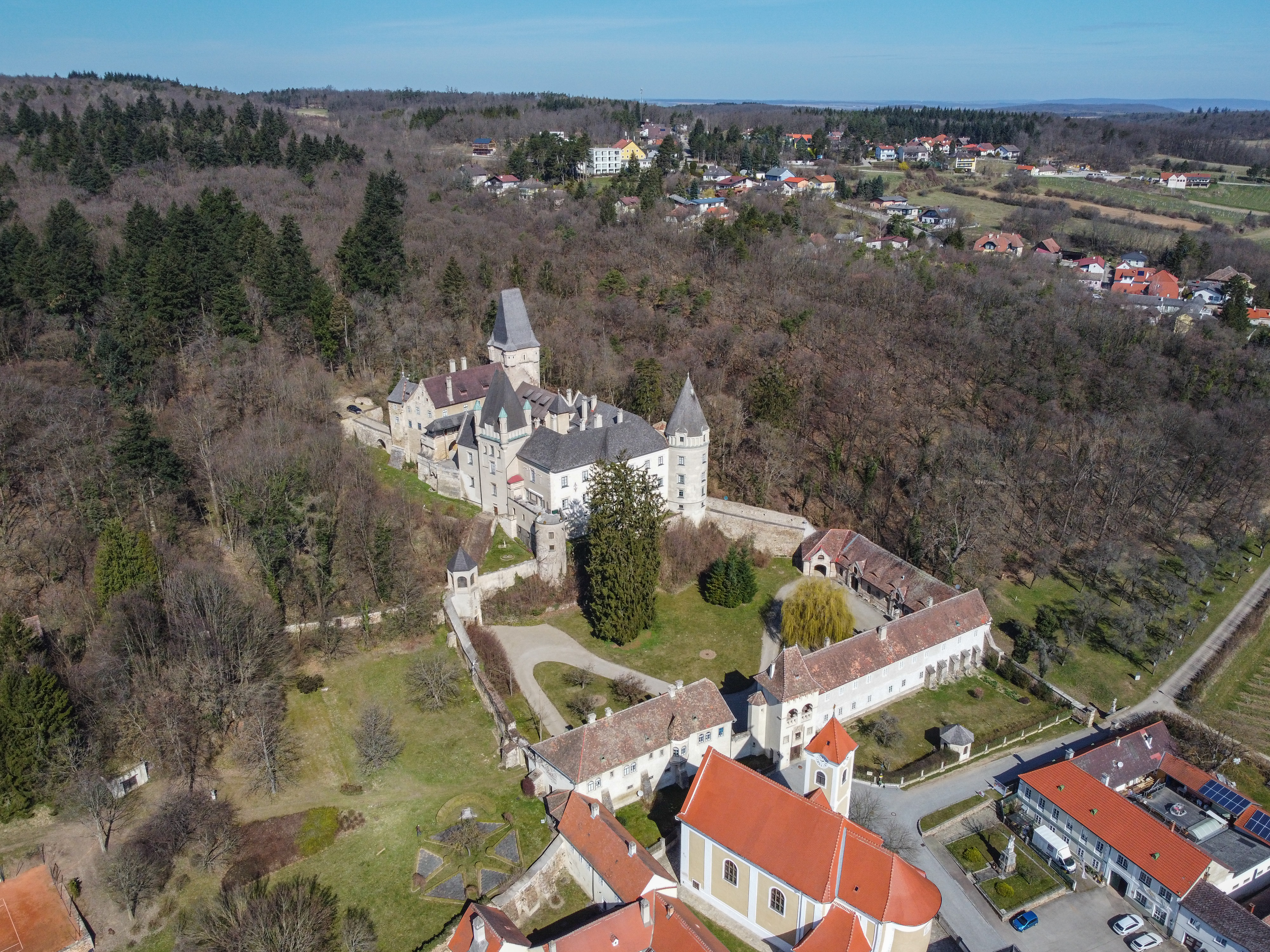
Burg Maissau Luftaufnahme

Sie ist ein unregelmäßiger Komplex aus verschiedenen Bauzeiten, von Resten der mittelalterlichen Wehranlage umgeben. Ein kleiner, annähernd quadratischer, sich nach Süden zu hakenförmig fortsetzender Hof. Bestimmt von den umfassenden baulichen Veränderungen der 2. Hälfte des 19. Jahrhunderts.
Der älteste Teil des mächtigen frühgotischen Bergfrieds in der Nordost-Ecke entstand im 13. Jahrhundert. Das Attikageschoß hat vier polygonale turmartige Eckerker aus dem 16. Jahrhundert. Das steile Walmdach und die zierlichen Erkerdächer entstanden um 1870; ostseitig stehen frühgotische Fenster mit Wulstrahmungen sowie Gießerker auf Kragsteinen; Innen besteht ein hohes Kreuzgratgewölbe auf zarten Konsolen, entstanden im 13. Jahrhundert.
Zur mittelalterlichen Anlage gehört der südlich anschließende, heute zweigeschoßige Trakt. Ebenerdig die gotische Halle aus dem 14. Jahrhundert, mit Kreuzrippengewölben auf Rundpfeilern (2:3 Achsen). Sie ist seit 1964 eine Kapelle. Darüber liegt ein ehemaliges Schlosstheater (vermutlich 16./17. Jahrhundert), welches 1870 abgetragen wurde. 1920 geschah die Errichtung eines herrschaftlichen Stiegenhauses.
Die nördliche Hoffront gebildet von einem im Kern vermutlich spätmittelalterlichen zwei- und dreigeschoßigen Trakt, Fassade 16. Jahrhundert, mit Sgraffitoquaderung im Obergeschoß sowie vorgeblendetem holzgedecktem Gang auf weit gespannten korbbogigen Wandpfeilerarkaden im Erdgeschoß. Der Steinbrunnen mit dem monumentalen, wasserspeienden Delphin entstand im 17. Jahrhundert. Der westliche Trakt wurde vom zweigeschoßigen Torturm über der nördlichen Schlosseinfahrt abgeschlossen, dessen Außenfront um 1900 in die heutige Form gebracht wurde, mit steilem Walmdach, vorgezogen über konsolengestütztem Flacherker, das profilierte, spätgotische Segmentbogentor in stark übergangenem, rechteckigem Feld mit Bezeichnung 1478, darüber ein eingraviertes Tetragramm und oberhalb in verstäbtem Rechteckfeld skulptiertes Wappen Abensperg-Traun bezeichnet 1557.
Südliche Fortsetzung der Anlage in etwas tiefer gelegenem, annähernd U-förmigen zwei- und dreigeschoßigen Flügel des 16. und 17. Jahrhunderts, Ende des 19. Jahrhunderts umfassend umgebaut, Fassade zur Vorburg (nach Süden) einhüftig vorgeblendet, Neuaufführung des östlich der beiden flankierenden Rundtürme des 16./17. Jahrhunderts, der westlich, durch Erdbeben beschädigte, stark verkürzt. An der Westfront mächtiger, in Anlehnung an die Formen des mittelalterlichen Bergfrieds reich gestalteter Torturm des späten 19. Jahrhunderts, im monumentalen Stiegenhaus dreiläufige Treppenanlage. Süd-Trakt hofseitig mit zweigeschoßigen, kreuzgratgewölbten säulengestützten Arkadengängen des 16. Jahrhunderts, an den Brüstungen mit schlichtem Rhombendekor.

## Das Schloss und die Stadt in der Gegenwart
Nur am 1. Advent-Wochenende wird der Schlosshof geöffnet, um den schon traditionellen Maissauer Schloss-Advent durchführen zu können. Im Rahmen dieser Veranstaltung hat man die Möglichkeit, den Schlosshof und die ehemaligen Stallungen zu besichtigen.
Weiters findet einmal im Jahr im Rahmen des Festival im Weinviertel (Konzerte auf Schlössern des Weinviertels) ein klassisches Konzert im Festsaal statt.
Zu besonderen Anlässen finden auch andere Veranstaltungen im Rahmen des Schlosshofes statt, wobei hier die Modenschau (1999) und einige Ehrenveranstaltungen (Priesterjubiläum des Pfarrers) zu erwähnen sind.